# Bokförlaget Cordia
Bokförlaget Cordia, kristet ekumeniskt förlag som ger ut böcker och tidskrifter under namnen Cordia, Trots Allt och Pilgrim. 
Sedan 1996 är förlaget ett dotterbolag 
inom koncernen Berling Media - tidigare Verbum AB. I koncernen ingår också det kyrkliga förlaget Verbum.
Förlaget hette ursprungligen Förlags AB 
Nytt Liv och har sina rötter i den ekumeniska tidningen Nytt Liv, som började ges ut i början av 1970-talet. Så småningom växte en småskalig bokutgivning fram, som komplement till tidningsverksamheten. Efter hand ökade denna bokutgivning och blev en allt viktigare del av förlagets verksamhet.
1990 lades Nytt Liv ned, och ersattes året därpå av tidningen Trots Allt. I samband med detta ökade också satsningen på böcker. 1994 
kom tidskriften Pilgrim med sitt första nummer. 
1999 övertog förlaget namnet Cordia, vilket redan var ett förlagsnamn inom Verbumkoncernen. 
År 2006 gick Bokförlaget Cordia ihop med Verbum förlag och skapade ett gemensamt förlag med två varumärken. Cordia är numera nedlagt.